# Torre d'Escaló
La Torre d'Escaló està situada al damunt -ponent- del poble d'Escaló, en el terme municipal de la Guingueta d'Àneu, en territori de l'antic municipi d'Escaló. Es troba en el lloc des d'on es domina l'entrada a la Vall d'Àneu, davant per davant del monestir de Sant Pere del Burgal, en el primer eixamplament de la vall de la Noguera Pallaresa venint des del sud.

## Història
Juntament amb la vila closa d'Escaló formava el Castell d'Escaló esmentat ja al segle xi. Era el centre de la línia defensiva de l'entrada meridional a la Vall d'Àneu, juntament amb el Castell d'Escart, la Torrassa, el Castellot d'Estaís, i els castells de Llort, Castell de Berrós i Llavorre, el conjunt dels quals constituïa la porta d'accés a la Vall d'Àneu.

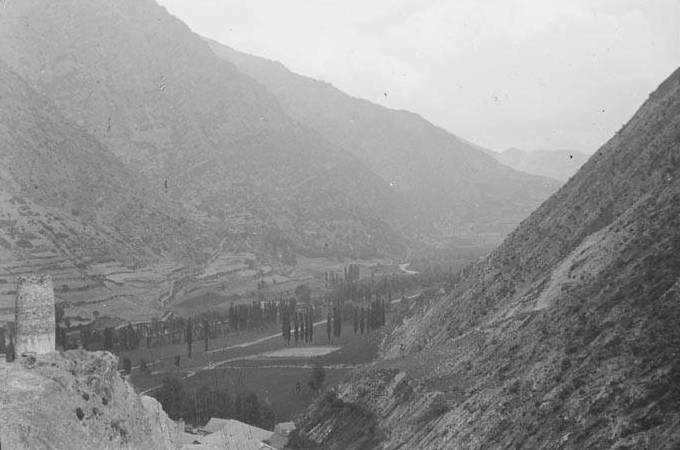
La torre en una imatge de 1906

L'any 2000 es va consolidar l'estructura de la torre i es va ordenar el seu entorn més immediat. La intervenció arqueològica portada a terme va permetre millorar el coneixement sobre la tècnica constructiva de la torre i documentar l'existència d'un mur de tancament que delimita un recinte annex a la mateixa, construït en un moment posterior a aquesta (segles XVI-XVII), coincidint probablement amb les reformes de la torre (arrebossat i refecció del tram superior del coronament).

## Arquitectura
És una torre de planta circular, de 6,5 metres de diàmetre, amb un gruix de parets d'un metre, però que va canviant a mesura que s'alça enlaire. La porta d'accés a l'interior de la torre és a 8 metres d'alçada, encarada a llevant. Fa uns 2 metres d'alçada per un d'ample, i la corona un arc de mig punt fet de petites dovelles de llicorella disposades a plec de llibre. Per sota de la porta hi ha encaixos a la paret per a suportar les bigues de la part inferior del castell, i per damunt, diverses espitlleres. La torre és coronada per merlets, en part conservats. Un metre a l'oest de la torre hi ha un vall de 2 m d'ample i a l'est es distingeixen les restes d'un mur que indiquen la probable existència d'un recinte quadrat. Els 5 m inferiors estan arrebossats i el parament, en conjunt, s'ha fet amb pedres petites, poc treballades, disposades irregularment, amb lloses planes intercalades i lligat amb morter de calç. Per les seves característiques es proposa datar la torre cap al segle xi, sense rebutjar totalment una data posterior.